# Chirita dibangensis
Chirita dibangensis är en tvåhjärtbladig växtart som beskrevs av B.L. Burtt, S.K. Srivast. och Bishan N. Mehrotra. Chirita dibangensis ingår i släktet Chirita och familjen Gesneriaceae. Inga underarter finns listade i Catalogue of Life.